# Marcus Walz
Marcus Cooper Walz (Oxford, 3 ottobre 1994) è un canoista spagnolo.

## Palmarès
- Olimpiadi

Rio de Janeiro 2016: oro nel K1 1000m.
Tokyo 2020: argento nel K4 500m.
Parigi 2024: bronzo nel K4 500m.
- Mondiali

Mosca 2014: bronzo nel K1 500m.
Milano 2015: argento nel K2 500m.
Račice 2017: oro nel K2 500m e argento nel K4 500m.
Montemor-o-Velho 2018: argento nel K4 500m.
Seghedino 2019: argento nel K4 500m.
- Campionati europei di canoa/kayak sprint

Plovdiv 2017: oro nel K4 1000m.
Belgrado 2018: oro nel K4 500m e argento nel K2 500m.
- Giochi del Mediterraneo

Tarragona 2018: oro nel K2 500m.